# Château de la Garaye
Le château de la Garaye est situé sur la commune de Taden en France.

## Localisation
Le château est situé sur la commune de Taden, près de l'église, dans le département des Côtes-d'Armor, dans la région Bretagne.

## Description
C'est un château dont les ruines conservent des détails sculptés pouvant appartenir à la fin du XVe siècle et au début du XVIe siècle. Certaines parties des murailles ont conservé des encadrements de fenêtres et des lucarnes sculptés. Des cadres, les angles, la hauteur des allèges, les linteaux sont moulurés, ainsi que les trumeaux pleins de la tour polygonale.

## Historique
Le château est classé au titre des monuments historiques par arrêté du 22 juillet 1920,.

## Galerie

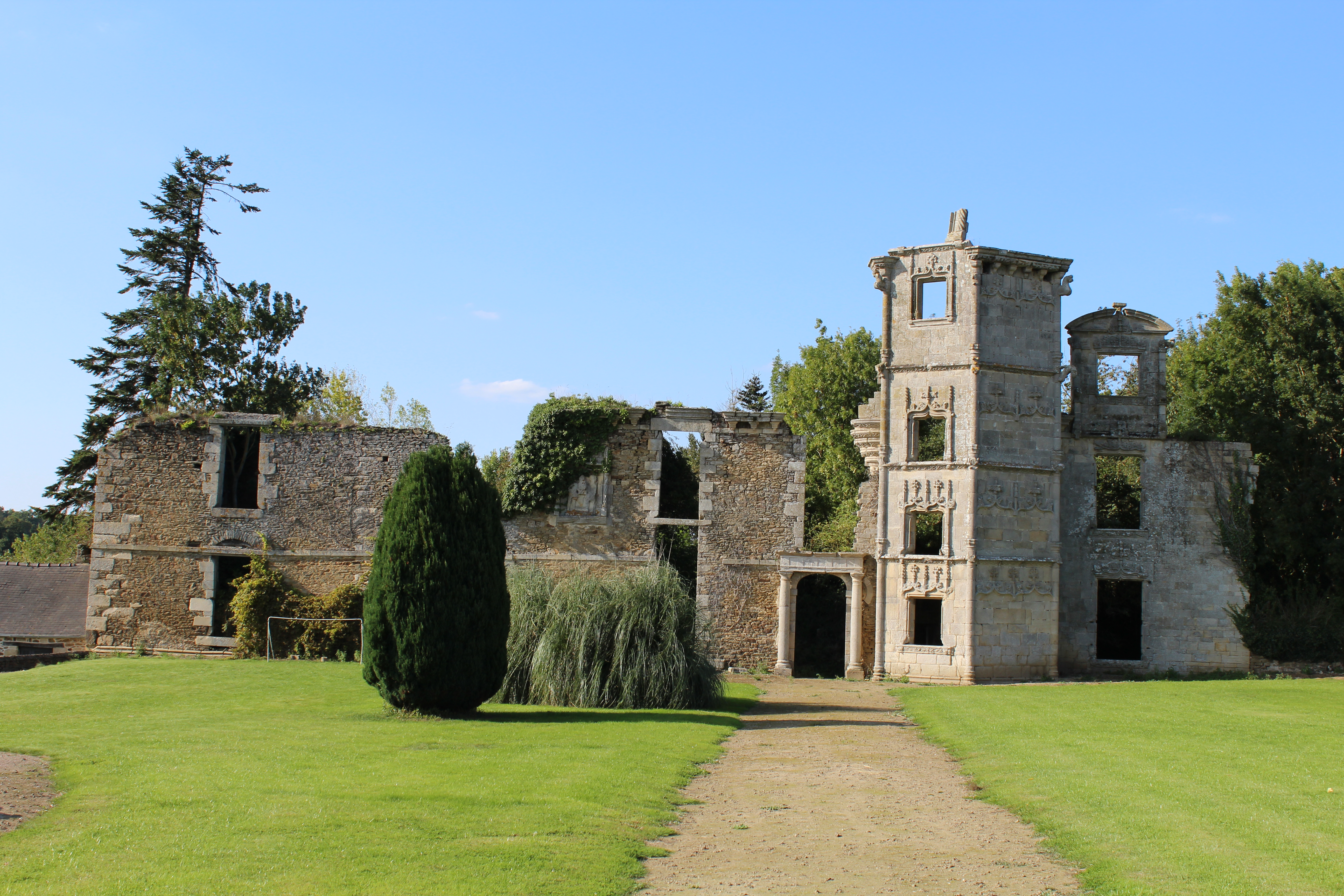
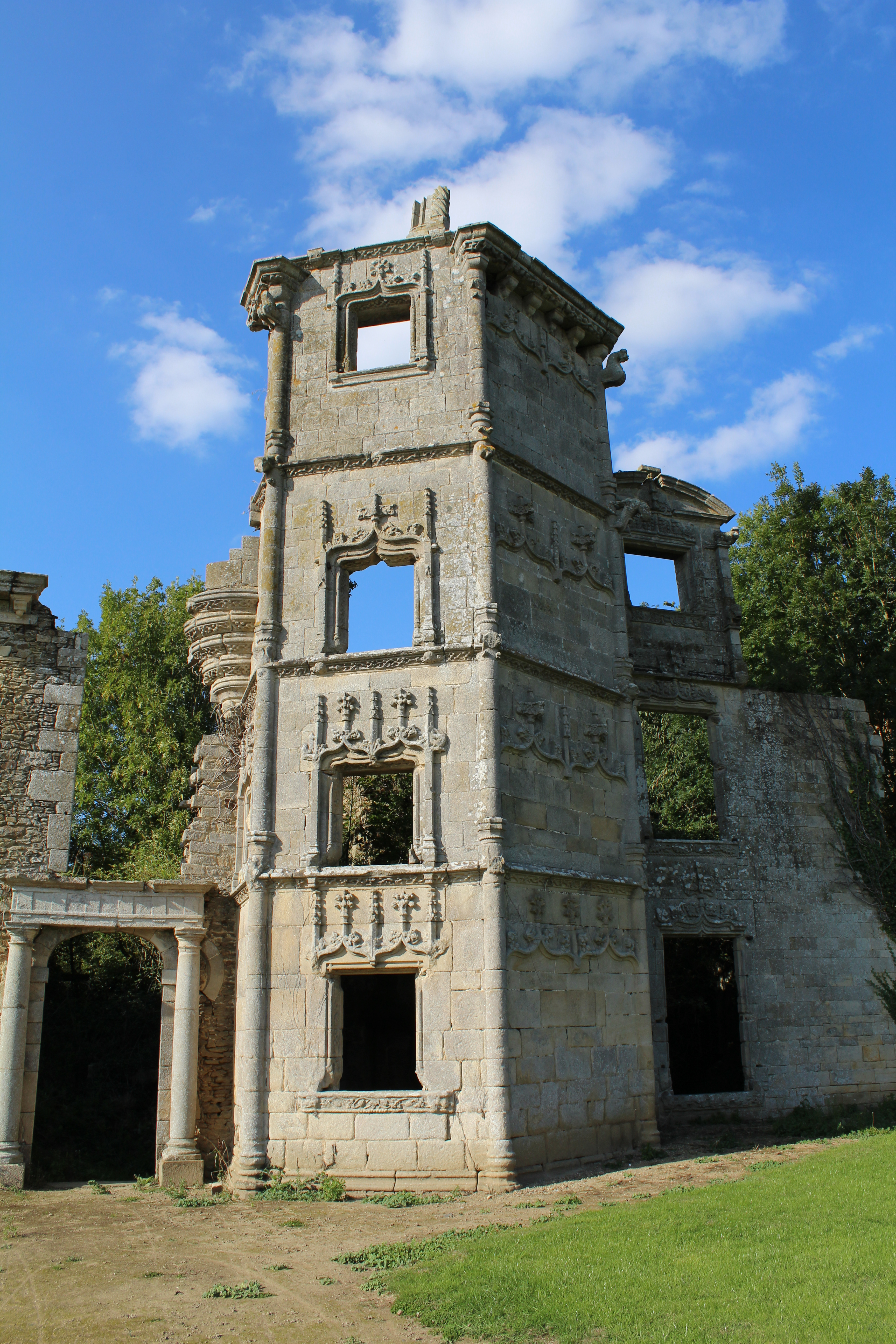
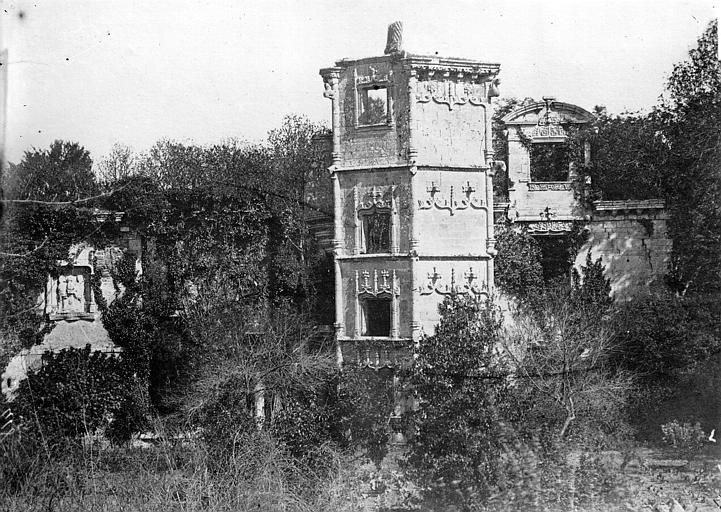